# Nisine

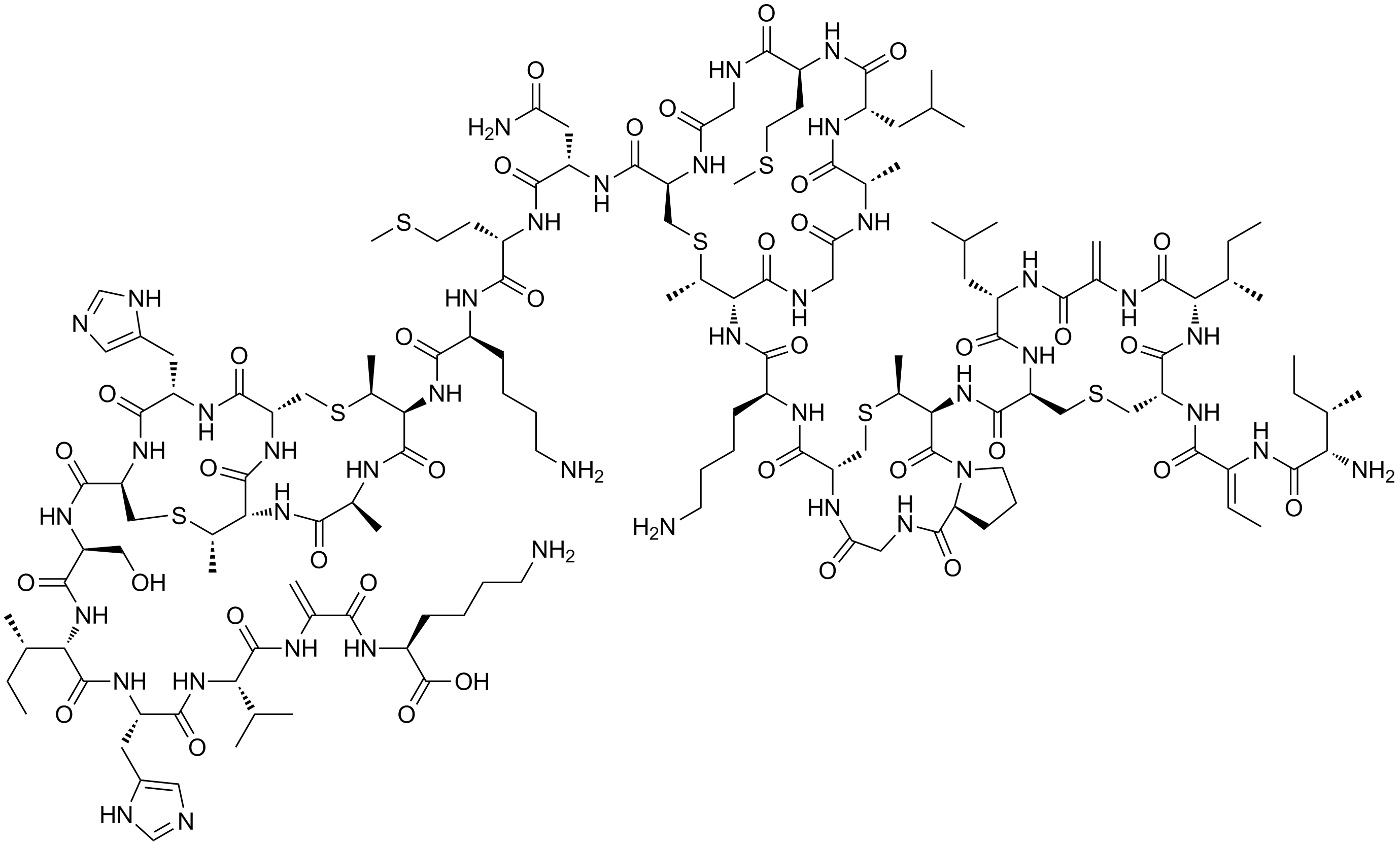
Samenstelling Nisine.

Nisine is een eiwit dat opgebouwd is uit 34 aminozuren en werkt als polycyclische peptideremmer. Het wordt al lang gebruikt als een natuurlijk conserveermiddel van voedsel en heeft het E-nummer E234. Nisine wordt uitgescheiden door melkzuurbacteriën en doodt andere bacteriën, doordat het poriën maakt in de celmembraan door het verstoren van de protonen gradiënt. Nisine remt de peptidoglycansynthese van de peptidoglycaan in de celwand van gram-positieve bacteriën.
Het bevat de ongewone aminozuren lanthionine, methyllanthionine, dehydroalanine en dehydro-amino-boterzuur. Deze speciale aminozuren worden gemaakt door een chemische verandering van de aminozuren na translatie. Tijdens dit proces wordt een door een ribosoom gemaakt 57-mer omgezet in het uiteindelijke peptide. De onverzadigde aminozuren worden gemaakt van serine en threonine.
Nisine wordt door fermentatie van natuurlijk stoffen zoals melk geproduceerd. Hierbij vindt fermentatie plaats met behulp van de bacterie Lactococcus lactis. 
Nisine wordt gebruikt bij de productie van kaas om de houdbaarheid te verhogen en om gram-positieve en pathogene (ziekmakende) bacteriën te onderdrukken. Daarnaast zijn er veel andere toepassingen als conserveermiddel in voedsel en dranken.

Doordat het zeer selectief werkt wordt nisine ook gebruikt in voedingsbodems voor de isolatie van gram-negatieve bacteriën, gisten en schimmels.
Vergelijkbaar aan nisine zijn subtiline en epidermine.